# 분해효소 (단백질)
분해효소(分解酵素, 영어: degradative enzyme)는 생물학적 분자를 분해하는 효소(광범위한 의미에서 단백질)이다. 분해효소의 몇 가지 예들은 다음과 같다.
- 지질가수분해효소 – 지질을 소화시키는 효소[1]
- 탄수화물가수분해효소 – 탄수화물(예: 당)을 소화시키는 효소[2]
- 단백질가수분해효소 – 단백질을 소화시키는 효소[3][4]
- 핵산가수분해효소 – 핵산을 소화시키는 효소
- 카텔리시딘 – 리소좀에서 발견되는 항균성 폴리펩타이드

## 같이 보기
- 가수분해효소